# Strategia digitale
Nei campi della gestione strategica, della strategia di marketing e della strategia aziendale, la strategia digitale è il processo durante il quale si definiscono la visione (vision), gli obiettivi, le opportunità e le iniziative dell'azienda per massimizzare i benefici economici derivanti dall'uso delle tecnologie digitali all'interno dell'organizzazione. 
Questo processo include l'analisi degli aspetti interni ed esterni che costituiscono la strategia di adozione di queste tecnologie. Da una parte quindi le opportunità e i rischi che le tecnologie digitale potrebbero comportare (es. nel campo dell'editoria), l'analisi del mercato, possibilità di collaborazione, descrizione di nuovi prodotti e/o mercati, ottimizzazione dei servizi e delle vendite, architetture tecnologiche e di processo dell'azienda, innovazione e governance; dall'altra la gestione delle relazioni con il mercato e con i clienti, quindi gli aspetti relativi al marketing, ai siti web, alle tecnologie mobili, e-commerce, agli strumenti social, ottimizzazione del sito e dei motori di ricerca, e alla pubblicità.
Ruolo preminente ai fini dell'adozione di una strategia digitale, è la stesura di un piano per l'innovazione digitale che consenta di tracciare le linee guida per giungere all'obiettivo strategico finale. Assume particolare importanza la preparazione del modello organizzativo aziendale ai fini dell'accoglimento delle nuove tecnologie digitali per giungere all'adozione di una vera e propria mappa da seguire.
Questo piano d'azione dovrebbe essere sempre creato da professionisti del settore. A questo proposito negli ultimi anni sono nate diverse figure come quella del Chief Digital Officer (o Direttore del Digitale). Il Chief Digital Officer è il manager responsabile dell'ottenimento di obiettivi di business attraverso il digitale e può essere assunto in modo fisso o essere esterno.
Avere una strategia digitale è sempre più importante per le aziende italiane perché consente di stare al passo con l'evoluzione tecnologica in atto. 
La strategia digitale può riguardare tutti i comparti aziendali, come:
- amministrazione
- marketing
- vendite
- export
- produzione